# Bersbuch

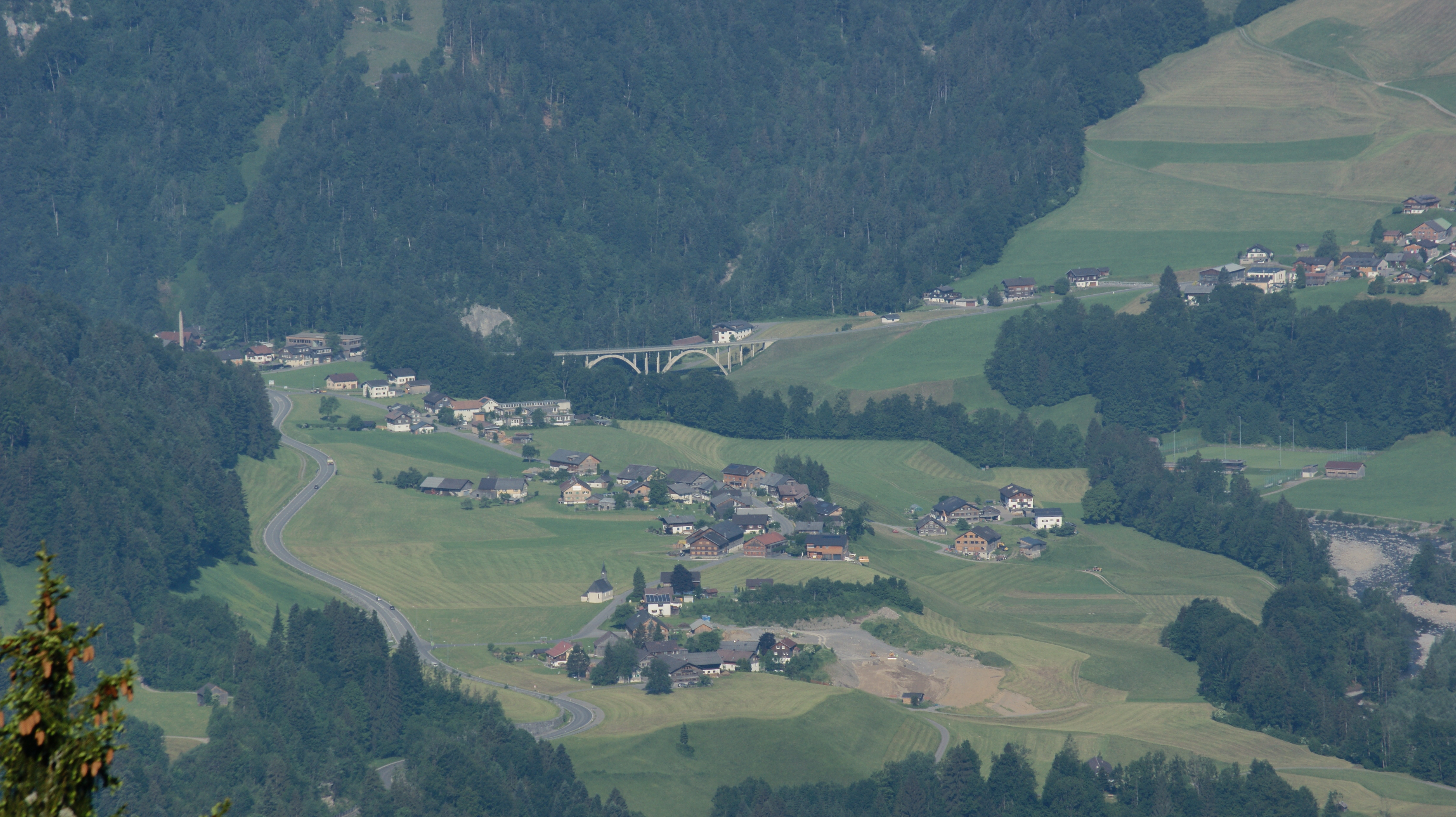
Bersbuch von der Niedere (Andelsbuch) aus gesehen

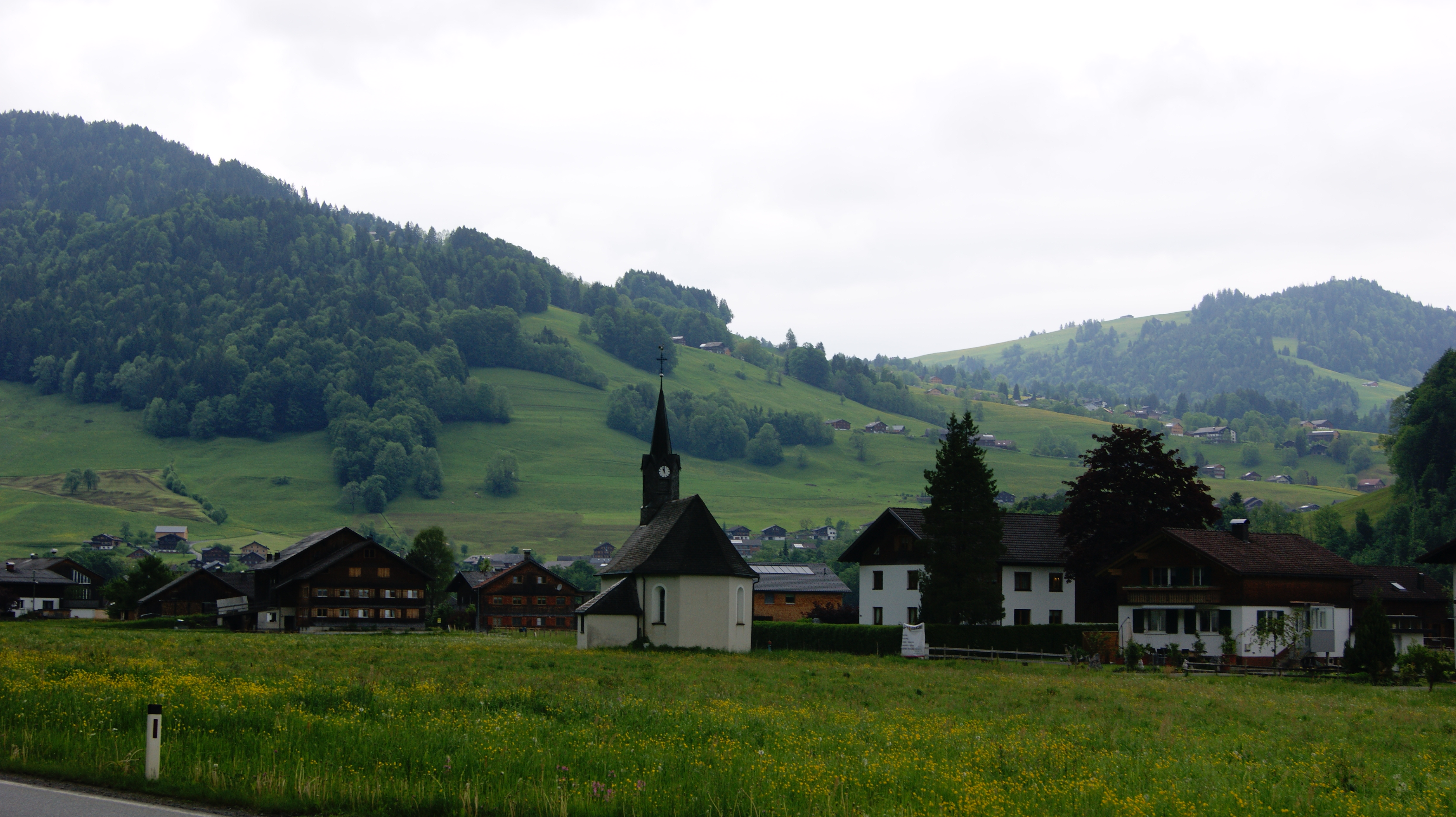
Teil von Bersbuch mit der Kapelle zum hl. Martin und hl. Wendelin

Bersbuch ist ein Dorf in der Gemeinde Andelsbuch im Bregenzerwald in Vorarlberg, Österreich.
Das Dorf Bersbuch selbst liegt samt den umliegenden Feldern auf einer günstig gelegenen und gut bewirtschaftbaren Hochfläche, die leicht zur Bregenzer Ach abfällt und sich maßgeblich von Osten nach Westen erstreckt.

## Namensherleitung
Der Name „Bersbuch“ ist zweigeteilt. Der erste Namensteil „Ber“ soll sich, wie im Namen „Bezau“, von Bären ableiten. Der zweite Namensteil hat im letzten Bestandteil das ahd./mhd.: buoch enthalten, was von Buche/Buchenwald abgeleitet sei.

## Geschichte
In einer Bulle des Papstes Innozenz IV. vom 17. September 1249 wird Bersbuch erstmals urkundlich erwähnt.
Die Messkapelle in Bersbuch wurde 1672 erbaut (unter Pfarrer Jodok Zündt; † 25. Mai 1685).
Bersbuch gehörte seit Alters her zur Pfarrkirche Egg (wie auch Unterbezegg). 1775 wurde die Seelsorge in Bersbuch mit der in Andelsbuch vereint und von der Pfarre Egg abgetrennt. Eine unabhängige Seelsorge, wie Ende des 18. Jahrhunderts von einigen Bersbuchern angestrebt, wurde jedoch bis heute nicht verwirklicht.
1936 wurde der Skiclub Bersbuch gegründet (der Skiclub Andelsbuch wurde bereits 1926 gegründet).

## Geographie/Topographie
Bersbuch (634 m ü. A.) ist Teil der Gemeinde Andelsbuch und liegt am westlichen Ende des Gemeindegebiets. Westlich, nördlich und etwas östlich wird Bersbuch von der Bregenzer Ach begrenzt, südlich vom Klausberg (961 m ü. A.). Das Dorf selbst ist ungefähr in der Mitte der Hochebene langgestreckt angesiedelt, westlich und östlich befinden sich kleine Rotten, die ebenfalls zu Bersbuch zählen.

## Bevölkerung/Bildung
Bersbuch besteht aus etwa 80 Wohnhäusern und verschiedenen Wirtschaftsgebäuden sowie Gewerbebetrieben.
In Bersbuch findet sich eine kleine Volksschule, welche bereits 1791 eingerichtet wurde. Das Schulgebäude wurde 1962 neu errichtet und 1995 sowie 2004/2005 saniert.

## Verkehr
Bersbuch ist durch den öffentlichen Personenverkehr mit dem Landbus Bregenzerwald über mehrere Kurse täglich sehr gut erschlossen und mit dem Rheintal (über Dornbirn bzw. Bregenz) verbunden.
Durch Bersbuch führt von West nach Ost die Bregenzerwaldstraße (L 200), die Hauptverkehrsroute des Bregenzerwaldes. Die heutige Ortsumfahrung der L 200 wurde 2005/2006 eingerichtet. Die von Norden kommende L48 Bödelestraße, die zweite wichtige Verbindung aus dem Rheintal in den Bregenzerwald, mündet westlich vom Dorf Bersbuch über einen Kreisverkehr in die L200 Bregenzerwaldstraße ein.
Die rund fünf Kilometer lange Teilstrecke der ehemaligen Bregenzerwaldbahn (heute Museumsbahn) endet nun im Bahnhof Schwarzenberg, der auf Bersbucher Gemarkung liegt. Der rund 30 Kilometer lange Teil ab hier nach Andelsbuch, Egg, Lingenau-Hittisau und weiter bis Bregenz wurde 1983 aufgelassen. Die Haltestelle Bersbuch befand sich bei Streckenkilometer 29,157 und es begann hier bei Streckenkilometer 29,4 Richtung Andelsbuch eine der wenigen längeren geraden Strecken der ehemaligen Schmalspurbahn (760 mm).

## Religion
In Bersbuch befindet sich eine kleine, denkmalgeschützte römisch-katholische, den Heiligen Martin und Wendelin geweihte Messkapelle. Die Kapelle wurde 1672 bis 1687 errichtet und im Jahr 1869 umgestaltet (Listeneintrag).

## Tourismus/Sport
- Bersbuch ist Ausgangspunkt für mehrere Wandermöglichkeiten, z. B. auf das Bödele, den Klausberg oder weiter auf die Niedere.
- Der Kletterturm Bersbuch  soll mit 22,30 m der höchste Kletterturm Österreichs sein und weist Schwierigkeitsgrade 4 bis 7 auf (bei Aktiv Gasthof Ritter in Bersbuch – Aktivzentrum Bregenzerwald).[5]
- Der Aqua Hochseilgarten in Bersbuch liegt etwas unterhalb des Klettergartens Schwarzenberg und hat eine Länge von etwas über 550 m mit 44 eingebauten Stationen in 2 bis 27 m Höhe.[6]